# Günter Boas

Blues Session mit Dietrich Geldern (links) und Ata Berk (Mitte)

Günter Boas (* 15. Februar 1920 in Dessau, Deutschland; † 14. Dezember 1993 in Selm, Deutschland) war ein deutscher Jazz- und Bluesmusiker (Pianist, Bluessänger, Jazzjournalist und Organisator).

## Leben und Wirken
Boas konnte sein Medizinstudium in Jena nicht beenden, da er 1943 wegen des Hörens von Jazzsendungen im Rundfunk denunziert wurde; er kam in eine Außenstelle des KZ Buchenwald am Walpersberg bei Kahla und musste dort für die REIMAHG Zwangsarbeit verrichten. Aufgrund seines Studiums wurde er als medizinische Hilfskraft in der Krankenstation des Lagers eingesetzt und konnte vielen Häftlingen das Leben retten. Als Mitglied des Lagerorchesters begrüßte er die befreienden Amerikaner mit Swingmusik.
Nach der Befreiung ging Boas nach Frankfurt am Main, wo er mit Carlo Bohländer, Horst Lippmann und Olaf Hudtwalcker den Hot Club Frankfurt wieder belebte. Als Pianist spielte er in den Combos des Hot Club zunächst vor allem in amerikanischen Armeeclubs. Er war weiterhin als Herausgeber der Fachzeitschrift jazz home tätig und gestaltete zwischen 1949 und 1959 beim AFN die wöchentliche Sendung Blues for Monday. 1949 gründete er die legendären Two Beat Stompers, eine der wichtigen Traditional-Bands der westdeutschen Nachkriegszeit, die unter der Leitung von Werner Rehm beispielsweise im Jazzkeller Frankfurt regelmäßig spielte.
1958 zog er nach Dortmund, wo er die Jazz-Abteilung eines Schallplattenfachgeschäftes leitete. Daneben war er in der Dortmunder Jazzszene aktiv. Später leitete er den Hot Club in Iserlohn (1963–1966), führte bis 1967 Jazzkonzerte durch und arbeitete anschließend im Kulturamt der Stadt Lünen. Als Musiker und Plattensammler spezialisierte er sich zunehmend auf den Blues und begleitete Bluessänger; gemeinsam mit den Musikern von Epitaph nahm er um 1970 sein Album Blues Piano auf. Weiterhin veröffentlichte er zahlreiche Beiträge in Jazz-Fachzeitschriften und 1986 eine kleine Monographie über den Banjospieler Rudi Anhang.
Der Nachlass des Jazz- und Bluespioniers – seine Sammlung von Schallplatten, Zeitschriften, Ausrissen, Fotos, Briefen und weiteren Dokumenten – bildete den Grundstock für das Internationale Jazzarchiv Eisenach und das aus diesem hervorgegangene Lippmann+Rau-Musikarchiv. Die Stadt Lünen, in der er lange Jahre arbeitete, benannte ihm zu Ehren eine Straße.